# Ильинское (Юрьевецкий район)
Ильинское — село в Юрьевецком районе Ивановской области, входит в состав Михайловского сельского поселения. 

## География
Расположено на берегу Волги в 10 км на северо-восток от центра поселения деревни Михайлово и в 27 км на северо-запад от районного центра города Юрьевец.

## История
В 1812 году в селе была построена каменная Успенская церковь с колокольней. Престолов было три.
В XIX — первой четверти XX века село входило в состав Мордвиновской волости Юрьевецкого уезда Костромской губернии, с 1918 года — Иваново-Вознесенской губернии.
С 1929 года село являлось центром Ильинского сельсовета Юрьевецкого района Ивановской области, с 1954 года — в составе Михайловского сельсовета, с 2005 года — в  составе Михайловского сельского поселения.

## Население
| 1872 | 1897 | 1907 | 2002 | 2010 |
| ---- | ---- | ---- | ---- | ---- |
| 21   | ↘19  | ↘9   | ↘3   | ↗8   |